# Rätekommunismus
Unter Rätekommunismus versteht man eine marxistische Bewegung, deren Idee des Kommunismus vor allem vom Gedanken der kollektiven Selbstverwaltung und Basisdemokratie in Arbeiterräten geprägt ist.

## Konzeption
Nach Meinung der Rätekommunisten sollen in der kommunistischen Revolution die Arbeiterräte an die Stelle der Regierung treten, jedoch die Ausbildung eines autoritären Staates verhindern. Die entsprechende Gesellschaftsform wird Rätedemokratie oder Räterepublik genannt. Der Rätekommunismus steht in unversöhnlichem Gegensatz zur kapitalistischen Gesellschaft, zum Parlamentarismus und auch zum autoritären Marxismus-Leninismus. Die Sowjetunion war in ihrer Anfangszeit stark von Idee und Praxis der Rätedemokratie getragen („Alle Macht den Räten“, lautete eine Parole der Bolschewiki).
Die Herrschaftsausübung im Rätekommunismus erfolgt maßgeblich in den Räten, welche als Exekutive, Legislative, aber auch als Judikative in einem agieren. Die Vertreter dieser Organe unterliegen einem imperativen Mandat, d. h., sie können jederzeit von der Wählerschaft wieder abgewählt werden. Es besteht Rechenschaftspflicht, wodurch eine radikale Demokratie gewährleistet ist.
Angehörige des Bürgertums haben in der Regel keinen Zugang zu den Räten, wie sie bereits aus den Sowjets in der Russischen Revolution ausgeschlossen waren. Als Vorbild einer rätedemokratischen Organisationsstruktur gilt insbesondere die bereits von Karl Marx euphorisch begrüßte Pariser Kommune, in die Herausbildung der Idee des Rätekommunismus sind aber auch syndikalistische Konzeptionen eingeflossen.

## Geschichte und Einfluss
Ihre Blütezeit erlebte die Idee der Rätedemokratie vor allem in Deutschland mit der Novemberrevolution im Jahr 1918 und in deren unmittelbarer Folgezeit.
Im engeren Sinne rätekommunistische Organisationen entwickelten sich im Zuge der nach der Novemberrevolution zunehmenden Fraktionskämpfe innerhalb der deutschen Linken. Nach dem Ausschluss vieler Linksabweichler aus der Kommunistischen Partei Deutschlands (KPD) unter Führung von Paul Levi Ende 1919 gründete sich die Kommunistische Arbeiterpartei Deutschlands (KAPD) sowie die linke Richtungsgewerkschaft Allgemeine Arbeiter-Union Deutschlands (AAUD). Diese Organisationen verfügten zum Zeitpunkt ihrer Gründung über etwa hunderttausend Mitglieder – und hatten damit mehr Mitglieder als die KPD.
Die wichtigste inhaltliche Differenz zwischen KPD und Rätekommunisten bestand in der Einschätzung der Führungsrolle der Partei, die von den Rätekommunisten zugunsten des Gedankens der Selbstverwaltung vehement abgelehnt wurde. Auch die Einschätzung der Entwicklung in der jungen Sowjetunion war wesentlich verschieden: Die Rätekommunisten bezeichneten die Parteiherrschaft in der Sowjetunion nach der Entmachtung der Räte als Staatskapitalismus, womit sie die Tatsache in den Blick rückten, dass die bloße Verstaatlichung der Produktionsmittel noch nicht zu ihrer Vergesellschaftung geführt habe. Stattdessen habe der Staat die Funktion der Kapitalistenklasse innerhalb der Gesellschaft übernommen. Eine Befreiung von der Lohnarbeit habe nicht stattgefunden.
Bestanden ursprünglich noch gute Kontakte zur III. Kommunistischen Internationale, kam es bald darauf zum Bruch. Lenin griff die Rätekommunisten in seinem Buch Der linke Radikalismus, die Kinderkrankheit im Kommunismus scharf an.
Ende 1921 trennten sich Teile der AAUD von der KAPD und existierten als Allgemeine Arbeiter-Union – Einheitsorganisation (AAUE) weiter. Die rätekommunistische Bewegung verlor nach den erneut aufflammenden revolutionären Unruhen 1923 in Deutschland zunehmend an Einfluss.
Rätekommunistische Organisationen in der Endphase der Weimarer Republik und im Widerstand gegen den Faschismus waren die Roten Kämpfer, die Kommunistische Räte-Union und die Kommunistische Arbeiter Union Deutschlands (KAUD).
Rätekommunistische Ideen hatten auch in den Niederlanden, Großbritannien sowie Bulgarien und Dänemark Einfluss in der sozialrevolutionären Bewegung.

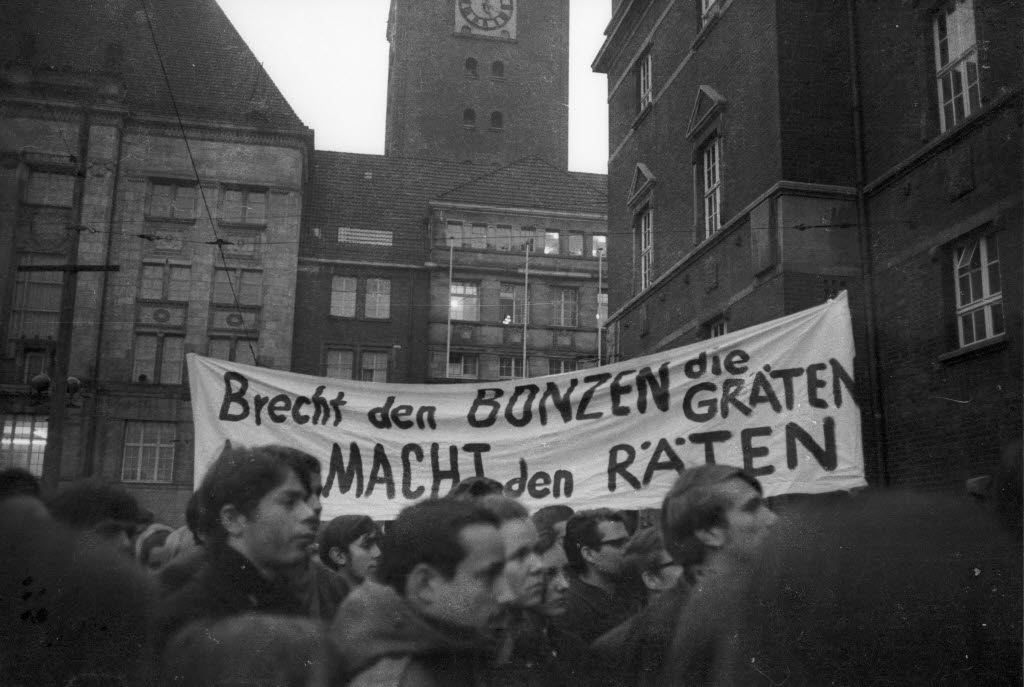
Kundgebung in Kiel 1968: Brecht den Bonzen die Gräten. Alle Macht den Räten

Zu den wichtigsten Theoretikern des Rätekommunismus zählen Anton Pannekoek (Pseudonym Karl Horner), Paul Mattick, Karl Korsch, Otto Rühle, Herman Gorter, Willy Huhn, Cajo Brendel, Helmut Wagner, Sylvia Pankhurst sowie die späteren Nationalbolschewisten Heinrich Laufenberg und Fritz Wolffheim. Auch die spätere Neue Linke um 1968 sowie insbesondere die Situationisten in Frankreich waren von rätekommunistischen Ideen beeinflusst.